# 武汉单极虫
武汉单极虫（学名：Thelohanellus wuhanensis）为单极科单极虫属的动物。在中国，分布于湖北等，营寄生生活，寄生在异育银鲫的体表。